# Phyllodoce foliosopapillata
Phyllodoce foliosopapillata är en ringmaskart som beskrevs av Willey 1905. Phyllodoce foliosopapillata ingår i släktet Phyllodoce och familjen Phyllodocidae. Inga underarter finns listade i Catalogue of Life.